# Fritz Deike
Fritz Deike (* 24. Juni 1913 in Vienenburg, Harz; † 21. Oktober 1973 in Hannover) war ein deutscher Fußballspieler. Er verbrachte den weitaus längsten Teil seiner Laufbahn bei Hannover 96, 1935 absolvierte er ein Spiel für die deutsche Nationalmannschaft. 

## Leben

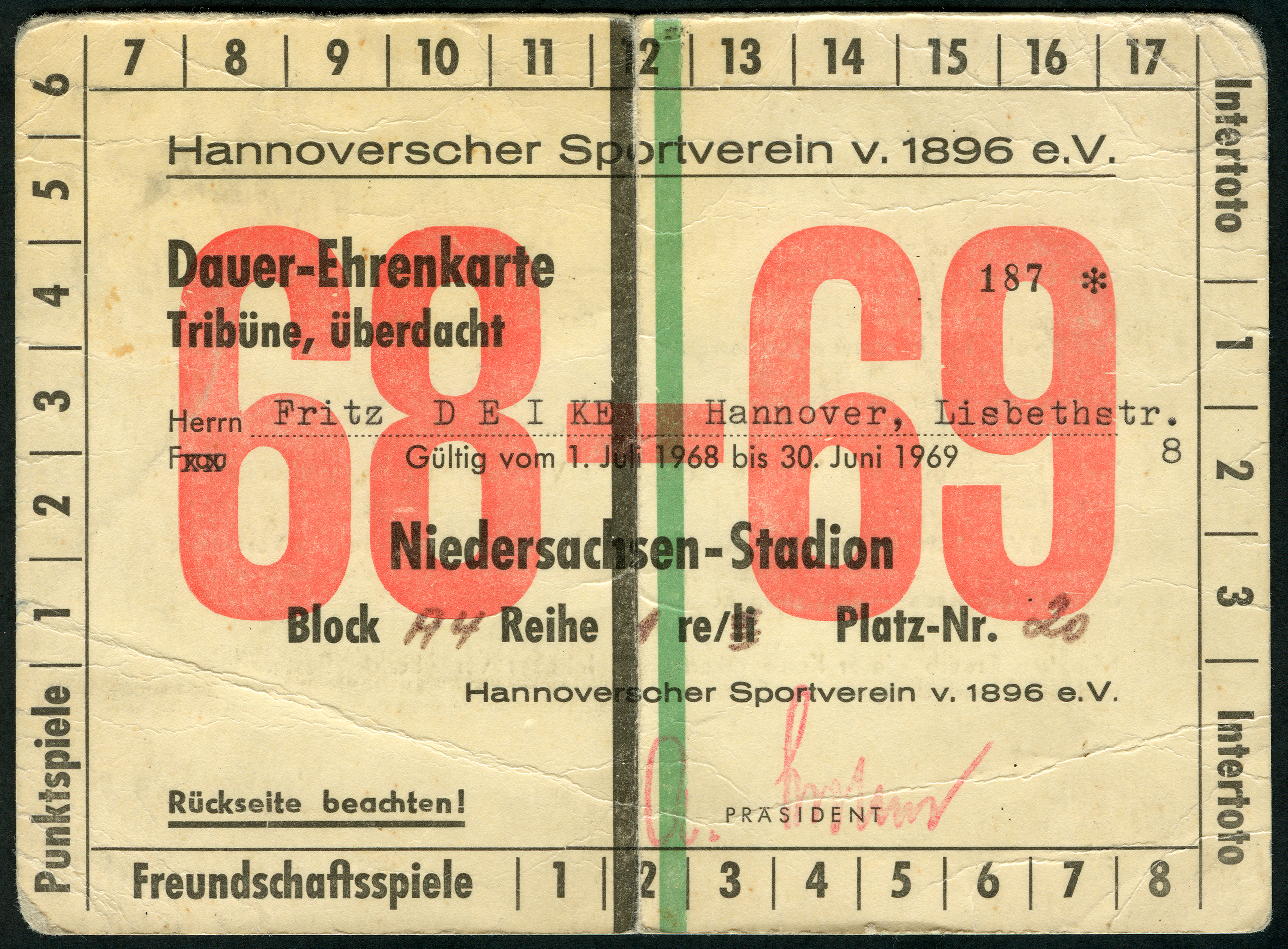
„Dauer-Ehrenkarte“ 1968/69 für Fritz Deike von Hannover 96 für das Niedersachsenstadion und das Eilenriedestadion

Fritz Deike kam schon früh zum Fußball, spielte aber in der Jugend wie auch später zunächst bei Vienenburg 1916 und ab 1931 bei Hannover 96 auf unterschiedlichen Positionen. So begann er seine Laufbahn bei Hannover 96 im Tor. Sehr bald wurde aber sein Talent als Feldspieler entdeckt. Auf seiner Stammposition als Mittelläufer organisierte er nicht nur das defensive Mittelfeld bei Hannover 96, sondern fiel auch dem damaligen Reichstrainer Otto Nerz auf, der ihn  für das A-Länderspiel am 25. August 1935 Deutschland gegen Rumänien in Erfurt (4:2) berief. Deike bestritt von 1934 bis 1937 auch drei Auswahlspiele für Norddeutschland.
Fritz Deike gehörte 1938 wie sein Bruder Hermann („Ernst“) zum Kreis der Stammspieler von Hannover 96 und wurde mit dem Verein Deutscher Meister. In den beiden Endspielen gegen Schalke 04 (3:3 nach Verlängerung und 4:3 im Wiederholungsspiel) konnte er allerdings wegen einer schweren Meniskusverletzung nur zuschauen und wurde von seinem Bruder Ernst, eigentlich Hermann Deike vertreten, der 1941 im Krieg ums Leben kam. Fritz kam 19-mal in den Endrunden zur Deutschen Meisterschaft für Hannover zum Einsatz. Im Zweiten Weltkrieg spielte Deike mehrfach für Militärmannschaften. Auch nach dem Krieg hielt Deike seinen 96ern die Treue und zog für den Verein noch mehrfach die Fußballstiefel an. Bis 1948 spielte er für Hannover. Er beendete seine aktive Laufbahn als Spielertrainer vom SV Limmer 10. 1954, im Jahr der zweiten Deutschen Meisterschaft von Hannover 96, fungierte Deike ehrenamtlich als Betreuer der Mannschaft und als Vertreter für den Trainer Helmut Kronsbein.
Aus dem Nachruf der Hannoverschen Allgemeinen: „Er war als Mittelläufer ein eisenharter, aber stets fairer Fußballer – als Mensch darf der Verstorbene als feiner Kumpel bezeichnet werden.“